# 聖何塞西托德阿拉胡埃利塔區
聖何塞西托德阿拉胡埃利塔區（西班牙語：San Josecito de Alajuelita），是哥斯達黎加的一個區，位於該國中部聖何塞省，始建於1909年6月4日，面積2.17平方公里，海拔高度1,200米，2011年人口10,506，人口密度每平方公里4,841.47人。